# Howa Tipo 89
El Tipo 89 (89式アサルトライフル, hachi-kyū-shiki-asaruto-raifuru?) es un fusil de asalto japonés utilizado por las Fuerzas de Autodefensa de Japón, las unidades del Equipo de Seguridad Especial de la Guardia Costera de Japón, y el Equipo Especial de Asalto. Nunca se exportó desde Japón debido a su estricta política de exportación de armamento.
Este fusil remplazó al fusil de batalla Howa Tipo 64.

## Historia

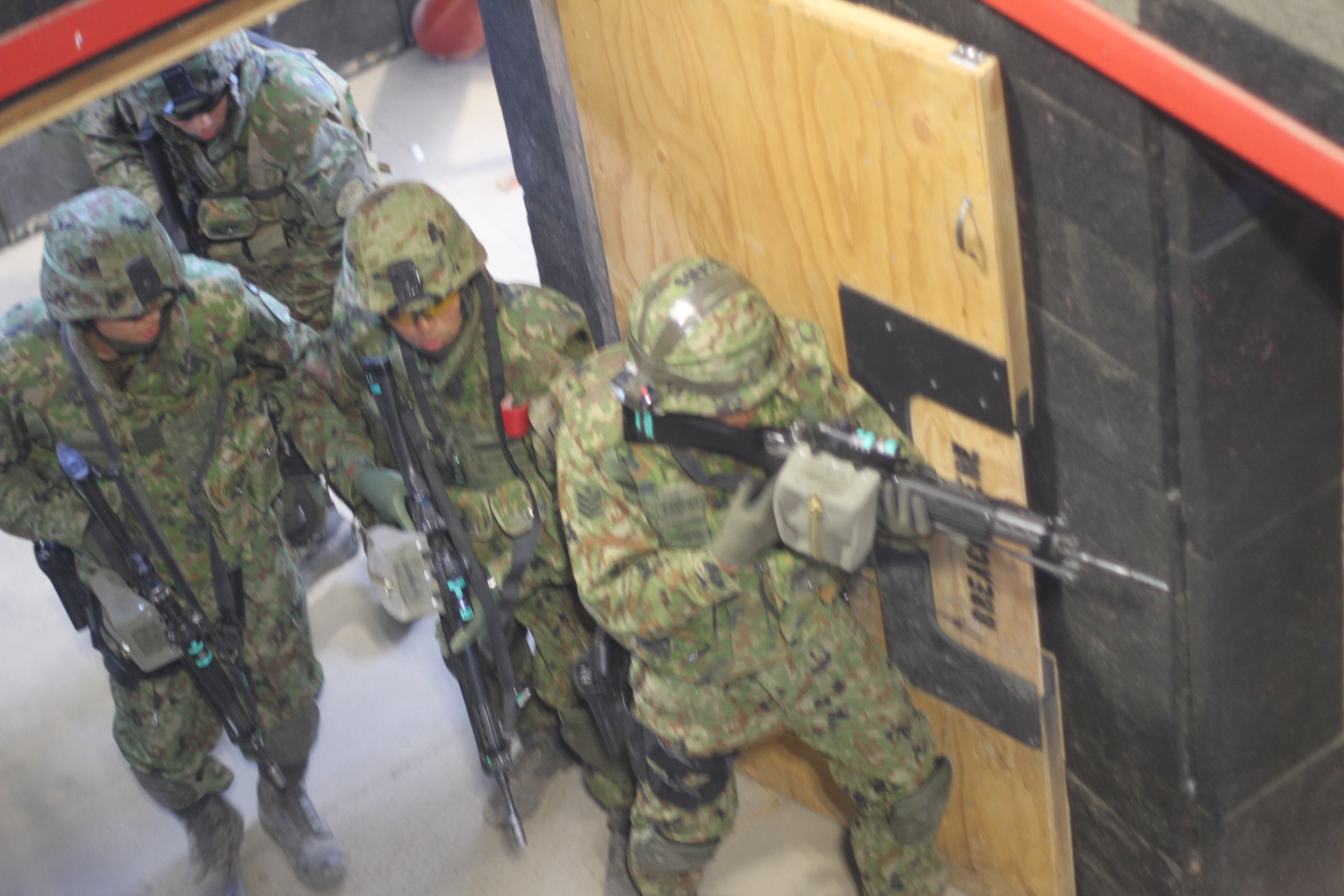
Soldados japoneses practican tácticas de CQB en el Centro de Entrenamiento de Yakima, armados con fusiles Tipo 89.

Durante la Guerra de Vietnam, el Ejército de Estados Unidos reemplazó al M14 por el M16 por una variedad de razones, como la ventaja de tener mayor cadencia de tiro, menor peso, y el retroceso más bajo por el cartucho 5,56 x 45 OTAN respecto al más grande 7,62 x 51 OTAN.
El desarrollo fue manejado principalmente por Howa, que desde entonces ya tenía la licencia para producir el AR-180, versión del ArmaLite AR-18 para fines comerciales. Para determinar la idoneidad del fusil, se enviaron un número limitado de éstos a las Fuerzas de Autodefensa para realizar pruebas de campo. Después de obtenidos los datos de la prueba de campo del AR-18, el desarrollo formal del fusil comenzó con la designación HR-16. El HR-15 fue la primera versión del fusil experimental que finalmente se convertiría en el Tipo 89.